# Merida Bikes
Pour les articles homonymes, voir Merida.
Merida Industry Co., Ltd est une société basée à Taiwan qui conçoit, fabrique et commercialise des vélos avec un siège de recherche et développement en Allemagne. Le nom Me-Ri-Da est composé de trois syllabes en chinois : « Me » signifie beau, « Ri » signifie confortable et « Da » signifie fluide et mobile, notamment en termes de véhicules et de transports.

## Histoire
Fondée en 1972 par Ike Tseng, Merida conçoit ses vélos en Allemagne qui sont fabriqués dans son usine à Taïwan,.
Tseng développera plus tard ses propres robots de soudage pour atteindre ses objectifs de production.
En 2001, Merida a acheté 49% de Specialized pour un montant de 30 millions de dollars US, son PDG et fondateur Mike Sinyard restant le principal propriétaire. Dans le passé, Merida fabriquait des vélos pour des entreprises comme Mongoose. En 2007, Merida a investi 7 millions de dollars pour rénover son usine de 35 ans à Taichung, sans arrêter la production. Merida fabrique les cadres en fibre de carbone ou en aluminium pour la marque Specialized.